# Castell de Rocallaura
El Castell de Rocallaura és un edifici de Rocallaura, al municipi de Vallbona de les Monges (Urgell) declarat Bé Cultural d'Interès Nacional.

## Descripció
No queda cap resta del castell de la vila de Rocallaura però es conserven alguns portals i murs de l'antic tancament de la població. Un portal, repenjat al mur lateral de l'església, és d'arc de mig punt adovellat, un altre portal és d'arc apuntat i un tercer té una llinda de fusta.

## Història
El lloc de Rocallaura és conegut des del segle xii, però el castell no apareix en la documentació fins al 1214, quan Hug de Torroja vengué a carta de gràcia a Pere d'Oluja els drets que tenia als castells i les viles de Rocallaura i Tarroja. El 1261 alguns drets del castell foren donats als hospitalers. Durant el segle xiii el castell de Vallbona va adquirir mitjançant diverses compres i donacions tots els drets sobre el castell, la vila i el terme de Rocallaura.